# Torneo de Luxemburgo 2017
El BGL Luxembourg Open 2017 fue un torneo femenino de tenis jugado en pistas cubiertas duras patrocinado por BNP Paribas. Se trató de la 27ª edición de la BGL Luxemburgo Open, y formó parte de los torneos internacionales de la WTA Tour 2017. Se llevó a cabo en Ciudad de Luxemburgo, Luxemburgo del 16 al 21 de octubre de 2017.

## Puntos y premios

### Distribución de puntos
| Evento              | G   | F   | SF  | CF | R16 | R32 | Q  | Q3 | Q2 | Q1 |
| Individual femenino | 280 | 180 | 110 | 60 | 30  | 1   | 18 | 14 | 10 | 2  |
| Dobles femenino     | 280 | 180 | 110 | 60 | 1   | —   | —  | —  | —  | —  |

### Premios monetarios
| Evento               | G        | F        | SF      | CF      | R16     | R32     | Q3    | Q2    | Q1    |
| Individual masculino | $ 34 677 | $ 17 258 | $ 9 113 | $ 4 758 | $ 2 669 | $ 1 552 | $ 810 | $ 589 | $ 427 |
| Dobles masculino     | $ 9 919  | $ 5 161  | $ 2 770 | $ 1 468 | $ 774   | —       | —     | —     | —     |

## Cabezas de serie

### Individuales femenino
| Tenista             | Ranking | Preclasificada |
| Angelique Kerber    | 12      | 1              |
| Kiki Bertens        | 30      | 2              |
| Anett Kontaveit     | 35      | 3              |
| Sorana Cîrstea      | 37      | 4              |
| Elise Mertens       | 38      | 5              |
| Tatjana Maria       | 52      | 6              |
| Beatriz Haddad Maia | 58      | 7              |
| Varvara Lepchenko   | 60      | 8              |

- Ranking del 9 de octubre de 2017[2]

### Dobles femenino
| Tenistas                       | Ranking | Preclasificadas |
| Kiki Bertens Johanna Larsson   | 49      | 1               |
| Shuko Aoyama Yang Zhaoxuan     | 59      | 2               |
| Elise Mertens Demi Schuurs     | 79      | 3               |
| Viktorija Golubic Darija Jurak | 115     | 4               |

## Campeonas

### Individual femenino
Carina Witthöft venció a  Mónica Puig por 6-3, 7-5

### Dobles femenino
Lesley Kerkhove /  Lidziya Marozava vencieron a  Eugénie Bouchard /  Kirsten Flipkens por 6-7(4-7), 6-4, [10-6]